# Eurya glabra
Eurya glabra là một loài thực vật có hoa trong họ Pentaphylacaceae. Loài này được (Blume) Korth. mô tả khoa học đầu tiên năm 1841.